# コンバット オブ ジャイアント ダイナソー3D
『コンバット オブ ジャイアント ダイナソー3D』は、ユービーアイソフトから2011年2月26日に発売されたニンテンドー3DS専用ゲームソフト。
ニンテンドー3DSのローンチタイトルの一つである。

## 概要
恐竜時代末期を舞台に、恐竜の王ダイナキングとなって邪悪な恐竜・アルコサウルスを打ち倒す アクションアドベンチャーゲーム。
プレイヤーは4種類の恐竜のタイプ中から一種類を選択し、フィールドを探索しながら、他の恐竜たちと戦う。
戦闘は相手の体力を0にするか
相手を場外に落とすことで勝利となる。また、敵が青色に光ったところを攻撃すると、一瞬で大ダメージを与えられる必殺技ディノストライクを使用することが可能となる。
また、装備アイテムの中にはカラーリングや模様を変更できるものがあり、ファイヤパターンといった変わった模様にすることも可能。

## 開発
ユービーアイは2010年6月15日に開かれたE3 2010で "Battle of Giants: Dinosaur Strike"というタイトルのゲームの制作を発表し、このほかにHollywood 61(後にJames Noir's Hollywood Crimesとして発売)、ドライバー:レネゲイド3D、Assassin's Creed Lost Legacy(後に開発中止), Tom Clancy's Splinter Cell Chaos Theory、 Tom Clancy's Ghost Reconという5つのニンテンドー3DS向けゲームが開発中である事を発表した
。
2011年1月19日、ユービーアイは、 "Battle of Giants: Dinosaur Strike"ではなく、Combat of Giants: Dinosaurs 3Dの制作を発表し、2011年の半ばに『ASPHALT 3D:NITRO RACING』、『ドライバー:レネゲイド3D』、en:James Noir's Hollywood Crimes, 『ラビッツ・パーティータイム・トラベル』、『レイマン3D』（『レイマン ミスター・ダーク』の罠のリメイク作品、日本未発売）Tom Clancy's Splinter Cell Chaos Theory、Tom Clancy's Ghost Reconとともに発売する予定であることを告げた。
2011年2月22日、任天堂は、2011年3月27日に北米で行われる3DSの発売に合わせて18本の3DS用ソフトも売られることを発表した。
この中に『コンバット オブ ジャイアント ダイナソー3D』は含まれていたが、この際任天堂は販売価格までは公表しなかった。

## タイプ
プレデター
相手を押す能力(プッシュ)にたけた恐竜。ティラノサウルスなどの大型獣脚類がこのタイプにあてはまる。
ディフェンダー
防御力の高い恐竜。アンキロサウルスなどの装盾類がこのタイプに当てはまる。
ハンター
攻撃力の高い恐竜。ヴェロキラプトルなどの小型獣脚類がこのタイプに該当。
チャージャー
プッシュへの耐性が高い恐竜。トリケラトプスなどの角竜類がこのタイプに該当。

## 登場キャラクター

### プレイアブルキャラクター
- アロサウルス[6]
- アンキロサウルス[6]
- バリオニクス[6]
- カルカロドントサウルス
- カルノタウルス[6]
- ケラトサウルス[6]
- カスモサウルス[6]
- クリョロフォサウルス
- ダケントルルス
- エドモントニア[6]
- エイニオサウルス[6]
- エウオプロケファルス[6]
- ガストニア
- ミラガイア
- オルニトレステス[6]
- オヴィラプトル[6]
- ステゴサウルス[6]
- スティラコサウルス[6]
- スコミムス
- トリケラトプス[6]
- トロオドン[6]
- ティラノサウルス[6]
- ヴェロキラプトル[6]
- ウエルホサウルス

### CPU専用
ブロッコ・リー
ブロッコリーのような姿をした怪物 。頭に鉢巻を巻いており、戦闘時は怪鳥音を発する。
アルバートサウルス
本作で登場するのは変異体である。
アルコサウルス
本作における敵勢力を束ねる邪悪な恐竜で、ラスボスを勤める。

## スタッフ
- 音楽：チャンス・トーマス（英語版）[12][13]
- オーディオ・デザイン： クリスチャン・パコ [12][13]